# تلمبة سجادية (مشيز بردسير)
تلمبة سجادية (بالإنجليزية: Tolombeh-ye Sajadiyeh)‏ هي مستوطنة تقع في إيران في كرمان. يقدر عدد سكانها بـ 33 نسمة .